# Štědrkov
Štědrkov (německy Cerekau) je zaniklá vesnice, základní sídelní jednotka a katastrální území o výměře 0,85 km² obce Dolní Dvořiště, část Rychnov nad Malší (9 km jižně od Kaplice) v okrese Český Krumlov v Jihočeském kraji. V roce 2011 zde stál jeden dům se dvěma obyvateli. V katastrálním území Štědrkov je přírodní památka a evropsky významná lokalita Horní Malše.

## Historie
První písemná zmínka o Štědrkově pochází z roku 1379. Osada původně patřila do rožmberského panství. V roce 1485 byla věnována klášteru Vyšší Brod, kterému patřila až do roku 1850.
V roce 1869 byl Štědrkov veden pod názvem Cerekev osada obce Český Rychnov v okrese Kaplice, v letech 1880–1890 pod názvem Cerekev osada obce Rychnov nad Malší v okrese Kaplice, v letech 1900–1910 pod názvem Cerekov osada obce Rychnov nad Malší v okrese Kaplice, v letech 1921–1950 osada obce Rychnov nad Malší v okrese Kaplice. V šedesátých letech 20. století byla většina domů zbourána. V letech 1961–1972 byl Štědrkov část obce Rychnov nad Malší v okrese Český Krumlov, od 1. ledna 1973 se jako část obce neuvádí (součást obce Dolní Dvořiště v okrese Český Krumlov).

## Obyvatelstvo
|           | 1869 | 1880 | 1890 | 1900 | 1910 | 1921 | 1930 | 1950 | 1961 | 1970 | 1980 | 1991 | 2001 | 2011 |
| --------- | ---- | ---- | ---- | ---- | ---- | ---- | ---- | ---- | ---- | ---- | ---- | ---- | ---- | ---- |
| Obyvatelé | 40   | 45   | 30   | 29   | 32   | 38   | 35   | 15   | .    | .    | .    | .    | 3    | 2    |
| Domy      | 8    | 8    | 7    | 7    | 7    | 7    | 7    | 8    | .    | .    | .    | .    | 1    | 1    |

## Další fotografie

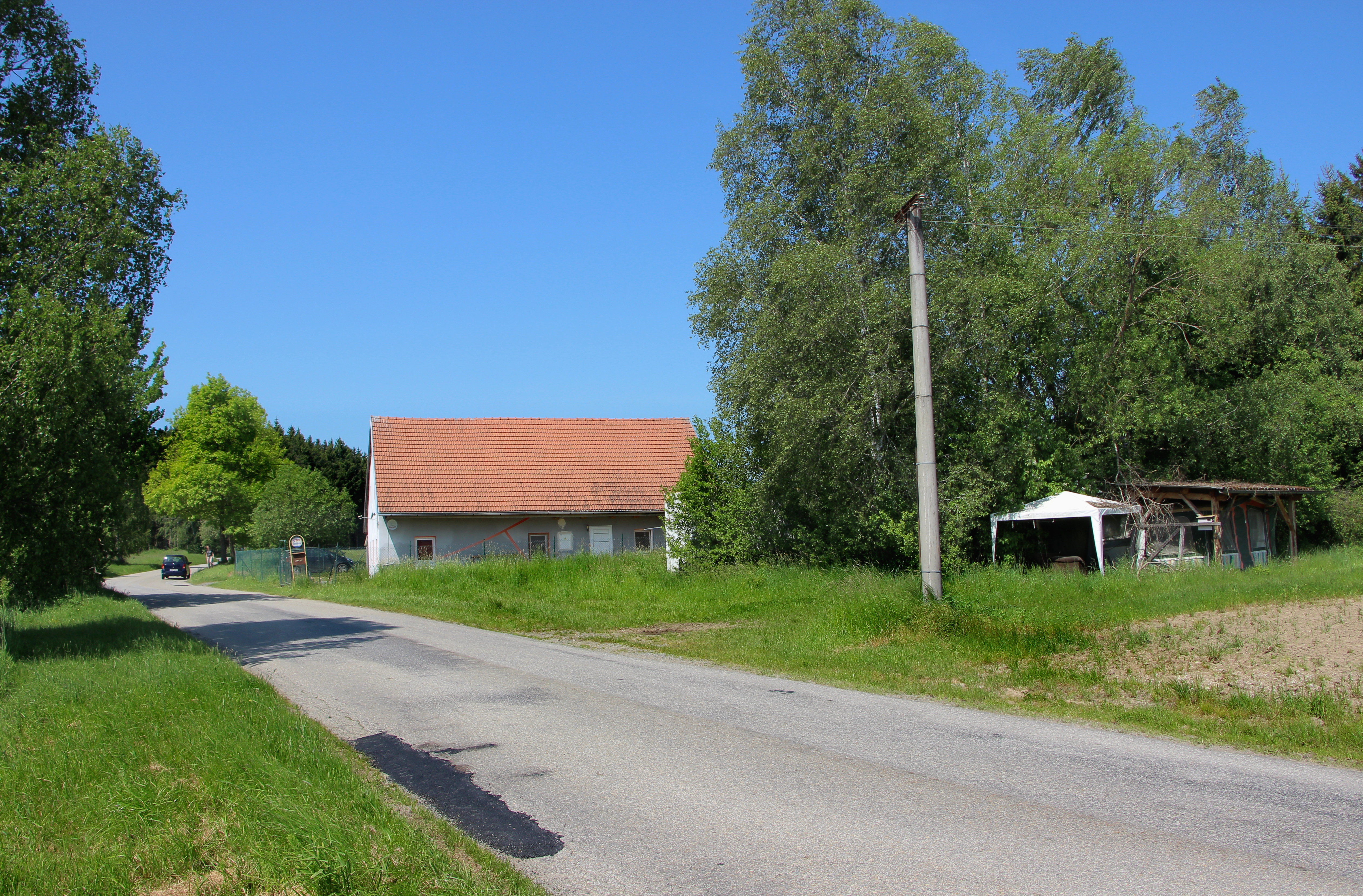
Pohled od východu
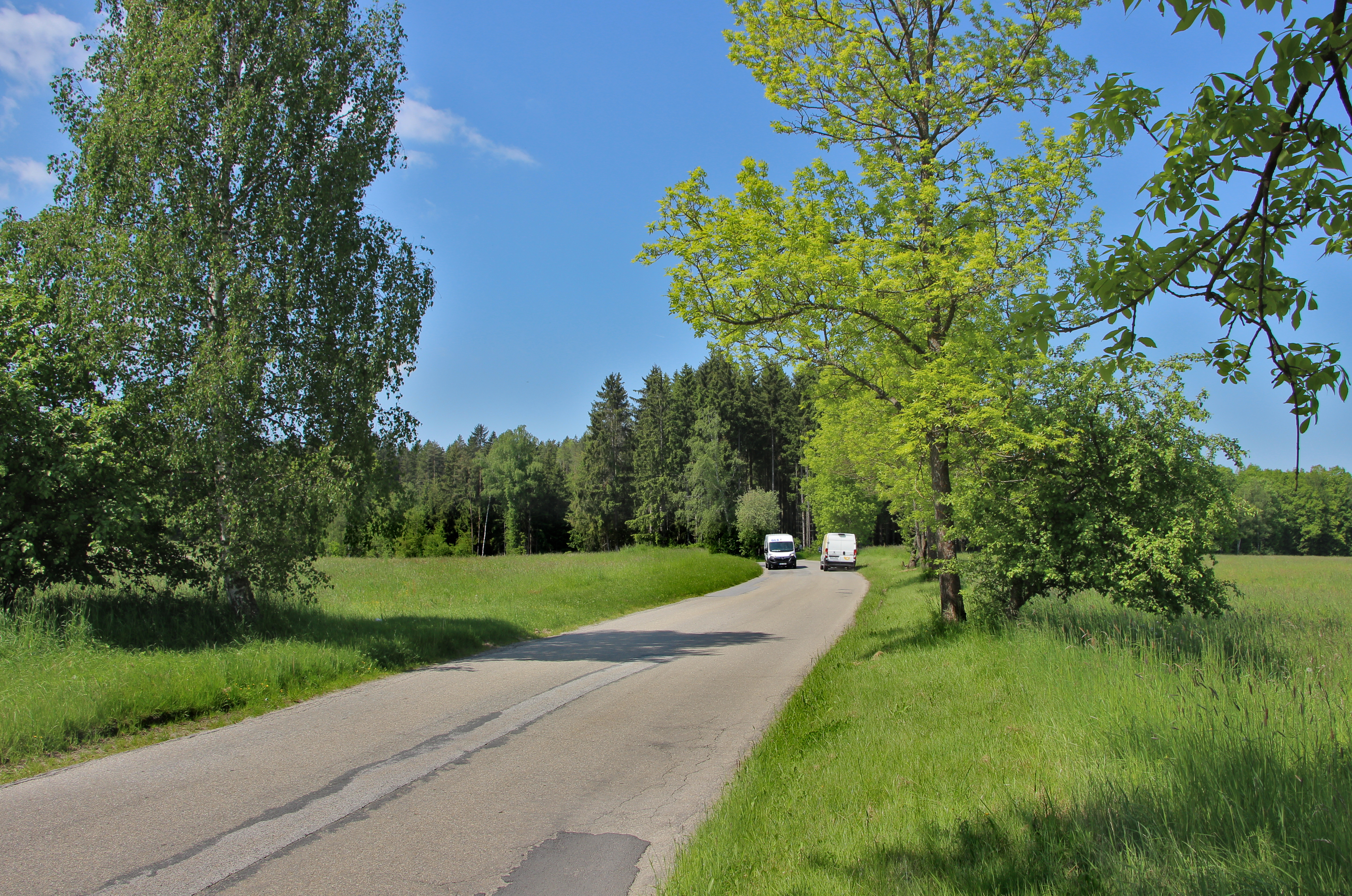
Silnice k Dolnímu Dvořišti
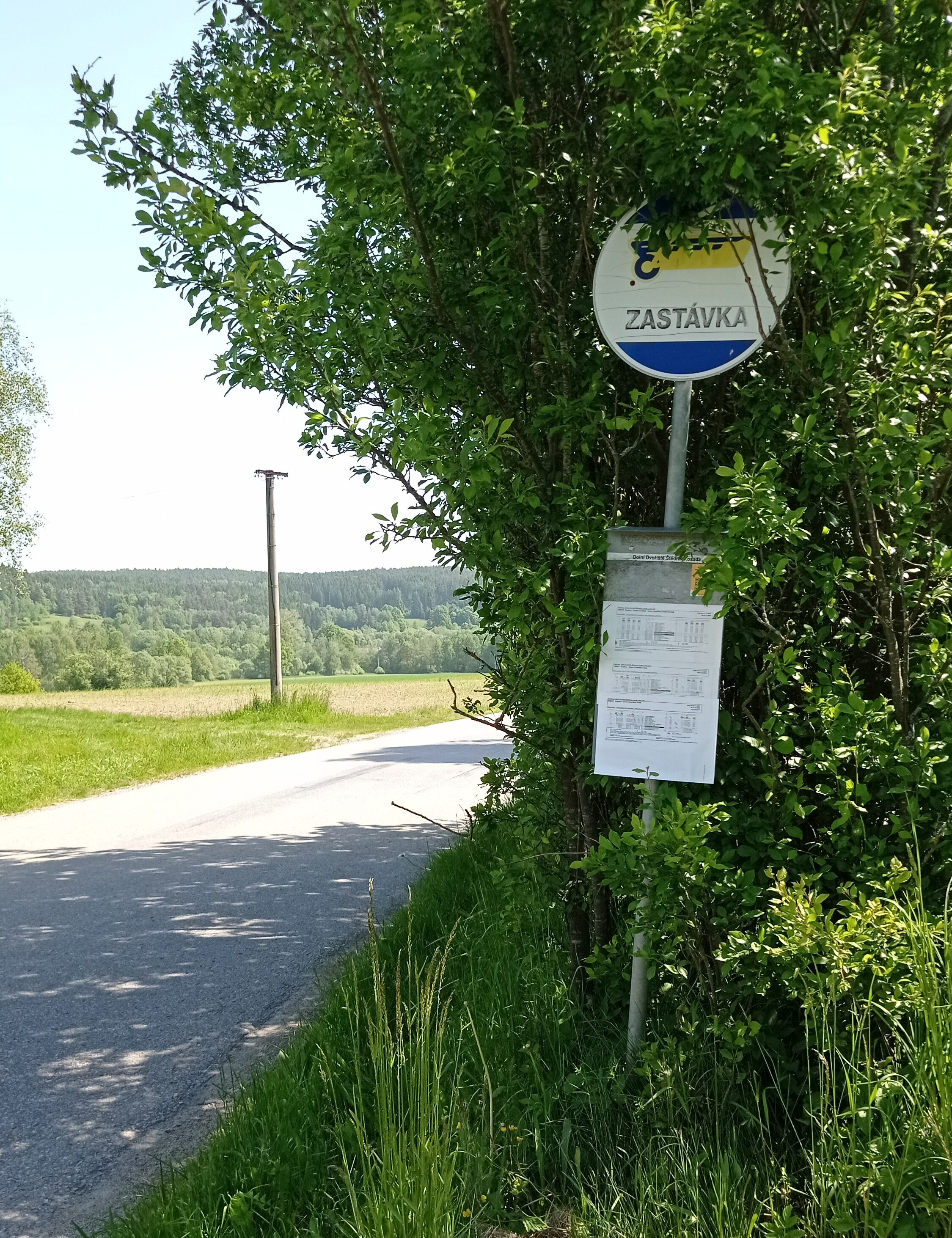
Autobusová zastávka